# Harper (Liberia)
Harper è una città della Liberia di 17.837 abitanti, capoluogo della Contea di Maryland, posta sulle rive dell'Oceano Atlantico, presso Capo Palmas.

## Storia
Harper prese il nome da Robert Goodloe Harper, ovvero colui il quale propose di dare ai territori acquisiti dall'American Colonization Society il nome Liberia. Per la storia nazionale, Harper, in particolare il promontorio detto Capo Palmas, è un luogo di fondamentale importanza. Fu qui che sbarcarono i primi schiavi liberati dalle piantagioni degli Stati del sud degli Stati Uniti d'America e proprio a Capo Palmas è sepolto e ricordato con una statua John Brown Russwurm, governatore di Monrovia e giornalista. Prima della guerra civile la città era un fiorente centro amministrativo, ma a causa delle gravi distruzioni, solo ultimamente si sono potuti osservare i primi lenti segni della ripresa.

## Economia

### Turismo
Harper dispone di importanti risorse turistiche come spiagge incontaminate, acque cristalline e grandi palmeti, ma a causa della guerra e dell'isolamento mancano ristoranti e alberghi in grado di ospitare i visitatori.